# NGC 4360
NGC 4360 este o brightest cluster galaxy⁠(d) situată în constelația Fecioara. A fost descoperită în 1877 de către Ernst Wilhelm Tempel.